# Vinný děda
Vinný děda (v anglickém originále Podcast News) je 6. díl 32. řady (celkem 690.) amerického animovaného seriálu Simpsonovi. Scénář napsal David X. Cohen a díl režíroval Matthew Faughnan. V USA měl premiéru dne 15. listopadu 2020 na stanici Fox Broadcasting Company a v Česku byl poprvé vysílán 1. března 2021 na stanici Prima Cool.
Jako host v dílu účinkuje Morgan Fairchildová v roli Vivienne Charmainové, Stellan Skarsgård jako on sám a Christine Nangleová jako Tabitha Shinge. Epizoda byla věnována památce Alexe Trebeka. Díl vypráví o dědu Abrahamovi, který je obviněn z vraždy své přítelkyně a Kent Brockman vytvoří „nestranný“ podcast s názvem Vinný děda. Byl přijat pozitivně a ve Spojených státech jej v premiéře sledovalo 3,5 milionu diváků.

## Děj
Zatímco Marge a Líza se stanou závislými na kriminálních podcastech, Homer s Bartem jdou navštívit dědu Abrahama do Springfieldského domova důchodců a zjistí, že si našel novou přítelkyni Vivienne Charmainovou, bývalou televizní hvězdu.
Později Kent Brockman oznámí, že při plavbě na výletním parníku utonula Vivienne poté, co ji někdo hodil přes palubu a děda – který si nepamatuje, co se stalo – je zadržen coby podezřelý. Za účelem popularity se Brockman rozhodne vytvořit dle svých slov nestranný podcast s názvem Vinný děda, který přesvědčí Springfield, a později dokonce i samotného dědu, že je vinen z její vraždy. Během natáčení podcastu Brockman vyslýchá jednotlivé svědky.
Brockman odhalí údajný motiv vraždy – peníze – neboť Vivienne měla životní pojistku na milion dolarů a výplatu pojistky přepsala na dědu. Děda Abe se tedy přizná k vraždě a je odsouzen na doživotí za mřížemi. Později doktor Julius Dlaha odhalí Simpsonovým, že je Vivienne naživu – sledoval pohyb dědy i Vivienne pomocí čipů GPS, které jim implantoval během kolonoskopie. Vivienne podle údajů z čipu smrt pouze předstírala a uprchla do mexického letoviska. Během živého finálového vysílání podcastu jsou tyto informace odhaleny veřejnosti samotným Brockmanem. Ačkoli je děda opět na svobodě, tak je naštvaný, neboť věřil, že Vivienne ho milovala, ta ho však podrazila.
V závěrečné scéně se děda setká s Vivienne, která senilnímu dědovi připomene, že se s ní měl setkat v Mexiku s penězi z pojistky, jak plánovali dříve. Pár se rozhodne dožít zbytek života na místě, kde si jich nikdo nevšimne – ve Springfieldském domově důchodců.

## Produkce

### Výroba
Jedná s o první díl Simpsonových, který napsal scenárista David X. Cohen ve 21. století. Naposledy napsal roku 1998 část Hvězdná sralbota devátého Speciálního čarodějnického dílu. Dabérka Lízy Simpsonové v původním znění, Yeardley Smithová, se v epizodě objevila jako ona sama v roli hostitelky podcastu Případy z maloměsta. Jedná se o třetího člena obsazení, který se v seriálu dočkal animované podoby po Harrym Shearerovi (díl Otto v akci) a druhý Danu Castellanetovi, (díl Homere Simpsone, tohle je tvoje žena).

### Vydání
V roce 2020 vydala stanice Fox Broadcasting Company osm propagačních obrázků k dílu.

### Původní znění
Jako host v dílu účinkuje Morgan Fairchildová v roli Vivienne Charmainové, Stellan Skarsgård jako on sám a Christine Nangleová jako Tabitha Shinge.

### České znění
Režisérem a úpravcem dialogů českého znění byl Zdeněk Štěpán, díl přeložil Vojtěch Kostiha. Hlavní role nadabovali Vlastimil Zavřel, Martin Dejdar, Jiří Lábus a Ivana Korolová. České znění vyrobila společnost FTV Prima v roce 2020 v holešovickém studiu Babidabi.

## Přijetí

### Sledovanost
Ve Spojených státech díl v premiéře sledovalo 3,5 milionu diváků.

### Kritika
Tony Sokol, kritik Den of Geek, napsal: „Vinný děda (anglicky Podcast News), nazvaný po komediálním dramatu Vysíláme zprávy (anglicky Broadcast News), je dobrou parodií na aktuální mánii podcastů. I přes podobnost s ‚Bad Homerem‘ je epizoda velmi aktuální, trochu vychytralá a nabízí pohled z jiného úhlu. Simpsonovi nám poskytli příběhy o stinné minulosti dědy Abeho.“ Dále napsal: „Vinný děda naplněný mimořádnými vtipy dokáže udržet pocit napětí po celou dobu a končí uspokojivou morálně nejednoznačnou poznámkou,“ a ohodnotil jej 4 hvězdičkami z 5.